# WWE Saturday Morning Slam
WWE Saturday Morning slam fue un programa de televisión de lucha libre profesional. El show salió al aire como parte de la programación de la mañana en The CW desde el 25 de agosto de 2012 al 11 de mayo de 2013. El espectáculo fue planeado originalmente para volver con una segunda temporada, pero fue cancelado después.
El tema musical del show fue "This Time It's Mine" de Jim Johnston

## Gerente General
| Gerente General | Fechas                                   |
| --------------- | ---------------------------------------- |
| Mick Foley      | 16 de marzo de 2013 – 11 de mayo de 2013 |

## Presentador
| Presentador | Fechas                                    |
| ----------- | ----------------------------------------- |
| Tony Dawson | 25 de agosto de 2012 – 11 de mayo de 2013 |

## Comentaristas
| Comentaristas                         | Fechas                                    |
| ------------------------------------- | ----------------------------------------- |
| Josh Mathews y comentarista invitado* | 25 de agosto de 2012 – 11 de mayo de 2013 |

(*) Una superestrella o diva se presentaba como comentarista invitado junto a Josh Mathews .

## Anunciador en el ring
| Anunciador en el ring | Fechas                                    |
| --------------------- | ----------------------------------------- |
| Tony Chimel           | 25 de agosto de 2012 – 11 de mayo de 2013 |

## Índice de audiencia
WWE Saturday Morning Slam se emitió los sábados por la mañana. Si bien toda la programación de WWE tiene TV-PG, WWE Saturday Morning Slam fue calificada como TV-G ya que era un show que veían muchos niños. Como resultado de esto, las superestrellas no utilizaron ningún movimiento que tenía como objetivo golpear la cabeza o el cuello.